# همینگن (نیدرزاکسن)
شهر همینگن در ایالت نیدرزاکسن در کشور آلمان واقع شده‌است.